# Magnus Lekven
Magnus Lekven (Porsgrunn, 13 januari 1988) is een Noors voormalig voetballer die doorgaans speelde als middenvelder. Tussen 2005 en 2023 was hij actief voor Odd Grenland, Esbjerg, Vålerenga en opnieuw Odd Grenland. Lekven maakte in 2012 zijn debuut in het Noors voetbalelftal en kwam uiteindelijk tot vier interlandoptredens.

## Clubcarrière
Lekven is geboren in Porsgrunn en begon zijn carrière bij Odd Grenland, waarvoor hij op zeventienjarige leeftijd zijn debuut maakte tegen Vålerenga. De middenvelder bleef hierna nog zeven jaar bij de club. Op 22 augustus 2012 tekende de Noor bij het Deense Esbjerg. In eerste instantie zou hij pas komen als zijn contract bij Odd Grenland afgelopen zou zijn, maar de transfer werd uiteindelijk al eerder voltooid en hij kwam direct. Bij Esbjerg speelde hij ruim vier seizoenen, waarin hij meer dan honderd wedstrijden speelde. In zijn eerste vier jaargangen hoefde Lekven nooit op de bank te beginnen, maar in het seizoen 2016/17 speelde hij twee wedstrijden, waarvan één als invaller. In de zomer van 2016 maakte de Noorse middenvelder de overstap naar Vålerenga. In januari 2021 keerde Lekven terug bij de club waar hij ooit debuteerde: Odd Grenland. In januari 2023 besloot Lekven op vierendertigjarige leeftijd een punt te zetten achter zijn actieve loopbaan.

## Interlandcarrière
Lekven maakte zijn debuut in het Noors voetbalelftal op 15 januari 2012, toen tegen Denemarken met 1–1 gelijkgespeeld werd door doelpunten van Tarik Elyounoussi en Simon Makienok. Lekven mocht van bondscoach Egil Olsen vijf minuten voor tijd invallen voor Ruben Yttergård Jenssen. De andere debutanten dit duel waren Even Hovland, Magnus Wolff Eikrem (beiden Molde FK), Lars Christopher Vilsvik (Strømsgodset IF), Vegar Eggen Hedenstad (Stabæk IF), Harmeet Singh (Vålerenga Fotboll), Alexander Søderlund (FK Haugesund), Valon Berisha (Viking FK), Thomas Sørum (Helsingborgs IF) en Mustafa Abdellaoue (FC Kopenhagen).
| Interlands van Magnus Lekven voor Noorwegen | Interlands van Magnus Lekven voor Noorwegen | Interlands van Magnus Lekven voor Noorwegen | Interlands van Magnus Lekven voor Noorwegen | Interlands van Magnus Lekven voor Noorwegen | Interlands van Magnus Lekven voor Noorwegen | Interlands van Magnus Lekven voor Noorwegen |
| №                                           | Datum                                       | Wedstrijd                                   | Uitslag                                     | Competitie                                  | Goals                                       |                                             |
| Als speler bij Odd Grenland                 | Als speler bij Odd Grenland                 | Als speler bij Odd Grenland                 | Als speler bij Odd Grenland                 | Als speler bij Odd Grenland                 | Als speler bij Odd Grenland                 | Als speler bij Odd Grenland                 |
| ------------------------------------------- | ------------------------------------------- | ------------------------------------------- | ------------------------------------------- | ------------------------------------------- | ------------------------------------------- | ------------------------------------------- |
| 1                                           | 15 januari 2012                             | Denemarken – Noorwegen                      | 1 – 1                                       | Vriendschappelijk                           |                                             |                                             |
| 2                                           | 21 januari 2012                             | Zuid-Korea – Noorwegen                      | 3 – 0                                       | Vriendschappelijk                           |                                             |                                             |
| Als speler bij Esbjerg fB                   |                                             |                                             |                                             |                                             |                                             |                                             |
| 3                                           | 12 januari 2013                             | Zambia – Noorwegen                          | 0 – 0                                       | Vriendschappelijk                           |                                             |                                             |
| 4                                           | 11 juni 2013                                | Noorwegen – Macedonië                       | 2 – 0                                       | Vriendschappelijk                           |                                             |                                             |

## Erelijst
| Competitie          |              |              |              |              |
| Competitie          | Aantal       | Jaren        |              |              |
| Odd Grenland        | Odd Grenland | Odd Grenland | Odd Grenland | Odd Grenland |
| ------------------- | ------------ | ------------ | ------------ | ------------ |
| Adeccoligaen        | 1            | 2008         |              |              |
| Esbjerg             |              |              |              |              |
| Landspokalturnering | 1            | 2012/13      |              |              |